# سیارک ۹۷۹۷
سیارک ۹۷۹۷ (به انگلیسی: 9797 Raes، نامگذاری:1996HR21) نه هزار و هفتصد و نود و هفتمین سیارک کشف شده‌است که در ۱۸ آوریل ۱۹۹۶ کشف شد.
قدر مطلق سیارک برابر ۱۳٫۳۰ است.